# Gerichtsbezirk Wildshut

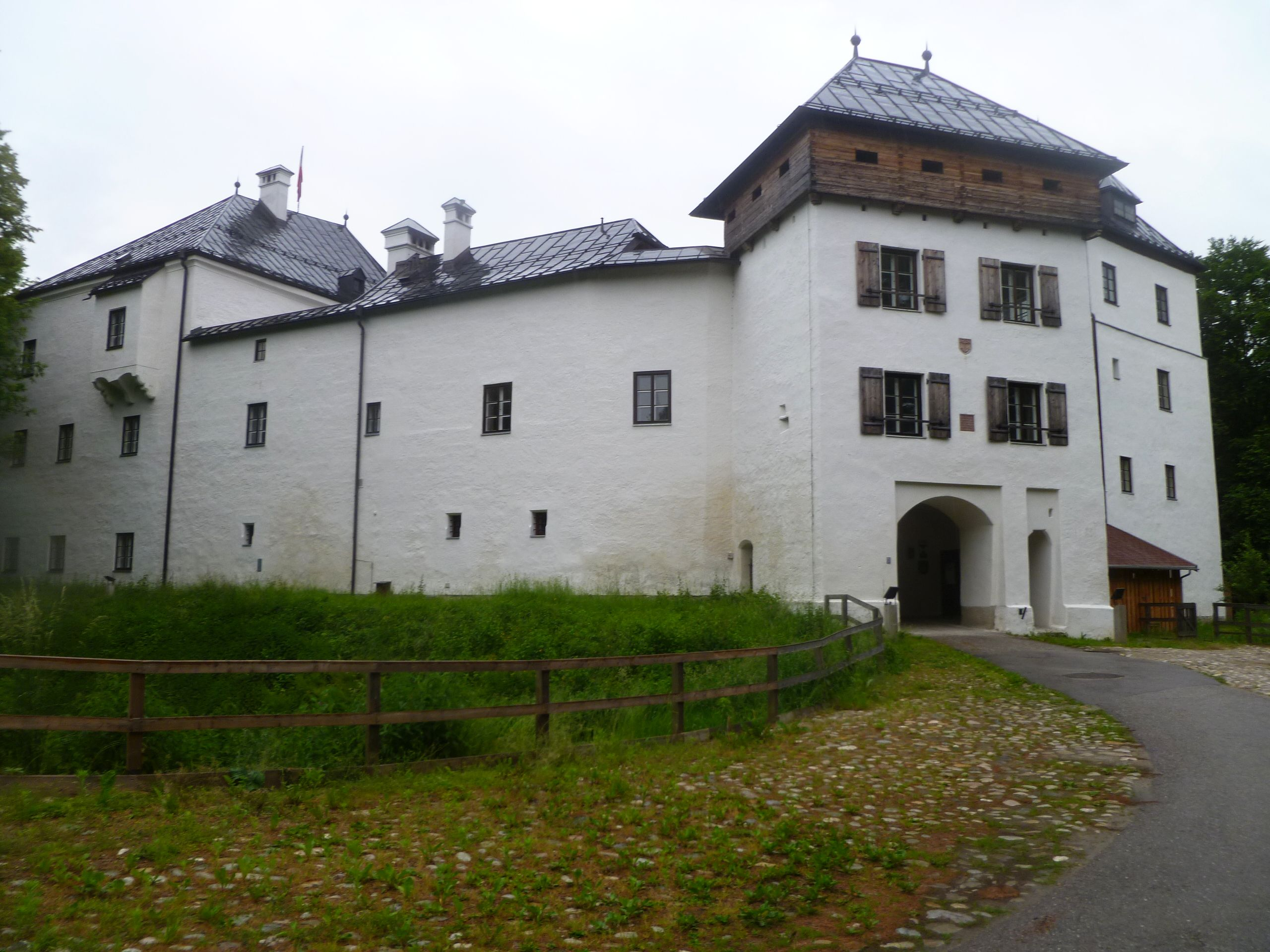
Schloss Wildshut – bis zu dessen Auflösung Sitz des Bezirksgerichts

Der Gerichtsbezirk Wildshut war ein dem Bezirksgericht Wildshut unterstehender Gerichtsbezirk im Bezirk Braunau am Inn (Bundesland Oberösterreich). Der Gerichtsbezirk wurde per 1. Jänner 2003 aufgelöst und das Gebiet dem Gerichtsbezirk Mattighofen zugewiesen.

## Geschichte
Der Gerichtsbezirk Wildshut wurde durch einen Erlass des k.k. Oberlandesgerichtes Linz am 4. Juli 1850 geschaffen und umfasste ursprünglich die 27 Steuergemeinden Ach, Eggelsberg, Eggenham, Eichbichl, Ernsting, Ettenau, Geretsberg, Gundertshausen, Hadermarkt, Haigermoos, Heimhausen, Haselreith, Hochburg, Hörndl, Hofstadt, Holzöster, Ibm, Lersberg, Moosdorf, Oberkriebach, Ostermiething, St. Pantaleon, Stadel, Steinwag, Unterkriebach, Werberg und Wildshut.
Der Gerichtsbezirk bildete im Zuge der Trennung der politischen von der judikativen Verwaltung ab 1868 gemeinsam mit Gerichtsbezirken Braunau am Inn, Mattighofen und Mauerkirchen den Bezirk Braunau.
Mit der Bezirksgerichts-Verordnung der Österreichischen Bundesregierung wurde am 12. November 2002 die Auflösung des Gerichtsbezirks Wildshut und die Zuweisung des Gebietes zum Gerichtsbezirk Mattighofen beschlossen. Mit dem 1. Jänner 2003 trat die Verordnung in Kraft.

## Gerichtssprengel
Der Gerichtssprengel umfasste zum Zeitpunkt der Auflösung die zehn Gemeinden Eggelsberg, Franking, Geretsberg, Haigermoos, Hochburg-Ach, Moosdorf, Ostermiething, Sankt Pantaleon, Sankt Radegund und Tarsdorf.